# 捉马昭泽王庙
捉马昭泽王庙，位于山西省长治市潞州区太行西街街道捉马村，是一处山西省文物保护单位。
2021年8月4日，捉马昭泽王庙公布为第六批山西省文物保护单位，年代为明、清，古建筑类，编号6-139。